# 博洛日夫卡
50°6′51″N 26°13′50″E / 50.11417°N 26.23056°E
博洛日夫卡（烏克蘭語：Боложівка）是位於烏克蘭西部特諾皮爾州裏克列梅涅茨區的村莊，始建於1446年，面積3.63平方公里，2022年人口738，人口密度每平方公里246.6人。